# A propósito de nada
A propósito de nada es un libro autobiográfico del cineasta estadounidense Woody Allen, en el que repasa su vida profesional en todos los ámbitos que ha trabajado y también su vida personal.
La editorial neoyorkina Arcade Publishing adquirió los derechos de reproducción y publicó la obra el 23 de marzo de 2020. En un principio, la versión original en inglés (Apropos of Nothing) iba a ser editada por Grand Central Publishing, la dirección del grupo Hachette, propietaria del sello, decidió a última hora cancelar el contrato, debido a protestas relacionadas con las acusaciones de conducta sexual inapropiada contra Allen.
La foto de Allen en la contraportada fue tomada por su gran amiga y actriz habitual de sus películas, Diane Keaton.

## Antecedentes
Allen anteriormente había publicado colecciones de ensayo. Previamente planeó publicar unas memorias en 2003 con la editorial Penguin, pero no se llevó a cabo.
Se reporta que las acusaciones de abuso sexual contra Allen y el movimiento Me Too hicieron que las memorias de Allen fuesen rechazadas por varias editoriales, antes de ser aceptadas por Grand Central Publishing, una división de Hachette Book Group.

## Contenido
A propósito de nada abarca desde la niñez de Allen en Brooklyn, en los años 40, así como los primeros años de su carrera de escritor para el programa de variedades semanal Your Show of Shows —con Sid Caesar—, donde trabajó junto a Mel Brooks, Neil Simon y Larry Gelbart; y sus primeros años de comediante de stand up en el Pueblo de Greenwich junto a Dick Cavett y el dúo de comediantes "Nichols and May". Allen también escribe sobre su extensa filmografía y sus colaboraciones con actores durante su carrera, como Diane Keaton, Emma Stone, Scarlett Johansson, Cate Blanchett, Kate Winslet, Michael Caine, Alan Alda, Alec Baldwin, y Javier Bardem.
Allen también habla de su vida familiar, incluyendo la relación con su mujer Soon Yi Previn, a quien dedica el libro, su expareja Mia Farrow, su hijo biológico Ronan Farrow, su hijo adoptivo Moses Farrow y su hija adoptiva Dylan Farrow. También escribe sobre las acusaciones de abuso sexual que hizo Dylan Farrow en su contra en 1992 y de nuevo en 2014, las cuales presuntamente ocurrieron cuando ella tenía 7 años de edad. Allen niega las acusaciones y expresa su tristeza sobre su distanciamiento. Escribe que «daría la bienvenida a Dylan con los brazos abiertos si ella estuviese dispuesta a acerarse a nosotros como lo hizo Moses, pero hasta ahora ese es solo un sueño».
Allen dirigió al actor Timothée Chalamet en la película Un Día Lluvioso en Nueva York de 2019. Chalamet dijo posteriormente haberse dado cuenta de que «un buen papel no es criterio suficiente para aceptar un trabajo» y que no deseaba ninguna ganancia por ese trabajo, así que donó su salario a tres organizaciones caritativas: Time's Up, RAINN, y el centro L.G.B.T. en Nueva York. En A propósito de nada, Woody Allen acusa a Chalamet de decir a la hermana y productora de Allen, Letty Aronson, que «necesitaba hacer eso por estar nominado a un Óscar por la película Call Me by Your Name, y él y su agente sintieron que tendría más posibilidades de ganar si me denunciaba, así que lo hizo».
Allen también revela que él y Louis C.K., a quién Allen dirigió en Blue Jazmin (2013), quiso escribir y actuar junto a él en una película cómica. Sus intentos de colaborar en un guion fallaron, pero C. K. contactó a Allen años más tarde para ofrecerle un papel en una película que había escrito y planeaba dirigir. Después de leer el guion, Allen se impactó de que su personaje a interpretar fuese el de un famoso director de cine quien en una ocasión fue acusado de molestar sexualmente a un niño, y que tenía una relación romántica con una mujer mucho más joven. Allen declinó el papel, pensando que las semejanzas a las acusaciones que hicieron en su contra serían «carnaza en manos de lobos». La película de C. K. se convirtió en Te amo, papi (2017), la cual fue rechazada por su distribuidora debido a las acusaciones de comportamiento sexual inapropiado hechas contra él la semana previa al estreno planeado de la película.

## Publicación

### Editorial Hachette
El libro fue oficialmente anunciado por Grand Central Publishing el 2 de marzo de 2020.
Ronan y Dylan Farrow describieron la intención de publicación como «profundamente disgustantes» y una «traición». El libro de Ronan Farrow Catch and Kill (2019) fue publicado por Little, Brown and Company, un sello de Hachette. Farrow dijo que Hachette había mostrado «una carencia de ética y compasión por las víctimas de abuso sexual» y anunció que ya no trabajaría más con ellos. Michael Pietsch, CEO de Hachette Book Group, defendió la decisión de la editorial Grand Central de publicar el libro, alegando: «No dejamos que la agenda de publicación de alguien interfiera con la de cualquier otro».

### Cancelación
El 5 de marzo de 2020, aproximadamente 75 empleados de la editorial Hachette escenificaron una huelga en protesta por el libro y se reunieron en la Plaza Rockefeller, fuera de las oficinas del editor en Nueva York. Otros empleados se reunieron con el CEO Michael Pietsch para reclamar que Hachette cancelase la publicación del libro de Allen. Al día siguiente, la editorial Hachette Book Group anunció que no publicaría el libro y que regresaría los derechos a Allen.
Reacciones
El escritor Stephen King criticó la cancelación en Twitter: «La decisión de Hachette de cancelar el libro de Allen me hace sentir muy intranquilo. No es por él; me importa un carajo el Señor Allen. Es quién sea amordazado después el que me preocupa... Si piensas que es un pedófilo, no compres el libro. No veas sus películas. No lo escuches tocar jazz en el Carlyle Hotel. Vota con tu billetera... En Estados Unidos, así es como lo hacemos». Aun así, King también argumentó que fue bastante «desatinado por parte de Hachette querer publicar el libro de Woody Allen después de publicar el de Ronan Farrow». 
Suzanne Nossel de PEN America dijo: «Este caso representó algo así como una tormenta perfecta. Implica no solo a un libro polémico, sino también a una editorial trabajando con personas en ambos lados de una duradera y traumática ruptura familiar. [...] Si el resultado final es que este libro, a pesar de sus méritos, pasa desapercibido sin dejar huella, los lectores perderán la oportunidad de leerlo y formar sus propios juicios». También dijo que esperaba que la controversia no significara que los editores rechazaran escritos valiosos por «tratar, o ser obra, de personas que puedan ser consideradas despreciables». 
Jo Glanville, el anterior director del grupo de escritores English PEN y un editor de Index on Censorship, también objetó la decisión de Hachette: «Siempre me da temor cuando una multitud, ya sea pequeña y letrada, ejerce poder sin rendición de cuentas, juicio o rectificación. Eso me aterra mucho más que la posibilidad de la autobiografía de Allen triunfado en las librerías». También dijo que el personal de Hachette que se manifestó en contra no actuó como editores, sino como censores. En un editorial, The New York Post condenó las acciones de Ronan Farrow: «No importa cuán profunda sea su rabia, es obsceno para un periodista andar silenciando a cualquiera. Él clama ir en contra de los abusadores del poder — pero él acaba de haber abusado flagrantemente del suyo».
La decisión de Hachette de cancelar la publicación del libro fue también criticada por Hadley Freeman en The Guardian, Fiona Sturges en The Independient, Robbie Collin en The Daily Telegraph, Kyle Smith en Nacional Review, Bret Stephens en The New York Times, Lionel Shriver en The Spectador, Douglas Murray en The Spectador, Joe Nocera en Bloomberg Opinion, Laurent Dandrieu en Le Figaro, Varilla Dreher en The American Conservative, Barbara Kay en el The Nacional Post y Rachel Cooke en The Observer.
Otras figuras opinaron diferente. Emily Alford, escritora de Jezebel, agradeció la decisión, argumentando que era irrespetuoso para los afectados por abuso sexual que la editorial Hachette publicara el libro de Allen. Dijo que ofrecer «un extraño punto de vista de la misma compañía que, hace menos de un año, abanderaba las historias de las víctimas» parecía «intencionado, casi cruel y obtuso». Alford también dijo que la decisión de Hachette de publicar el libro sin consultar a Ronan y Dylan Farrow y a los empleados de Hachette era un «mal negocio y falta de ética». Escribiendo sobre la controversia en Forbes, Howard Homonoff dijo que Hachette había cometido un error en desestimar la reacción negativa de los medios de comunicación social al anuncio de la publicación, y dijo que fue «desatinado como poco» que fuera la misma editorial la que publica tanto el libro de Allen como el de Ronan Farrow.

### Editorial Arcade
El libro fue publicado en físico y en e-book el 23 de marzo de 2020, por la Editorial Arcade, un sello de la editorial Skyhorse.
La fundadora de la editorial Arcade, Jeannette Seaver, describió el libro como «maravilloso, muy bien escrito, extremadamente entreteniendo y muy sincero». «Todo lo que tienes que hacer es leer el libro y lo entenderás todo», afirmó. Sobre la decisión de Hachette de no publicar el libro comentó: «Estaba tan horrorizada de que [Hachette] rechazara a un hombre como Woody Allen».
El libro alcanzó superventas en Amazon en EE. UU., Francia, Alemania y Reino Unido.

## Edición en español
El Confidencial informó en marzo de 2020 que la editorial española de Allen, Alianza Editorial, quedó comprometida con la publicación del libro a pesar de la decisión de Hachette. También reveló su nombre: A propósito de nada. Esta versión, con traducción de Eduardo Hojman, fue publicitada por Alianza de la siguiente manera: «En un texto a menudo hilarante, haciendo gala de una franqueza sin límites, lleno de creativas intuiciones y de bastante perplejidad, un icono americano cuenta su historia, aunque nadie se lo haya pedido».

## Recepción
El libro ha recibido críticas variadas, algunas atacando la actitud de Allen hacia las mujeres y la supuesta obsesión consigo mismo, y otras alabando su humor y su sencilla narración. La calificación de la web Book Marks, que asigna índices individuales a reseñas de libros de los principales críticos literarios, fue principalmente negativa: con 2 calificaciones positivas, 4 mixtas, y 6 negativas.
Un artículo en The Washington Post escrito por Monica Hesse puso por los suelos la «terrible» y «absurda» biografía de Allen, criticando su «carencia total de conciencia», y también criticando a Allen por publicar el libro durante la pandemia de COVID-19.
Dwight Garner de The New York Times alabó el libro por ser «ocasionalmente gracioso» y admiró partes de él por exhibir una «auténtica y sencilla narración», pero lo criticó por ser «inverosímil e increíblemente insensible con el tema de las mujeres» con «comentarios gratuitos» de Allen sobre el aspecto físico siempre que menciona a una mujer. Garner también apunta que el último tercio del libro «se derrumba pésimamente» con Allen charlando sobre naderías y empleando múltiples «banalidades» cuándo habla de las celebridades con las que ha trabajado durante su carrera.
Maureen Callahan del New York Post dio al libro una calificación negativa, llamándolo «la más insensible, repugnante, amarga, autocomplaciente, horripilantemente cautivadora autobiografía desde Mein Kampf».
Peter Biskind de Los Angeles Times alabó del libro su descarga de comentarios ingeniosos así como el «vivo detalle» sobre las personas con las que Allen ha trabajado en su carrera de director.
Tim Robey del The Daily Telegraph lo calificó como una «divertida autobiografía causante de culpa», alabando los capítulos sobre la niñez de Allen así como el «irresistible autodesprecio» que Allen emplea cuándo detalla su carrera.
Kyle Smith de Nacional Review llamó al libro «una absoluta delicia, hilarante y entrañable y brillante como el polvo estelar».
Peter Bart de Deadline Hollywood comentó las «jocosas» descripciones de su niñez así como el «análisis magníficamente revelador» de su carrera cinematográfica, pero lamentó la «desconcertante y desquiciada descripción de sus encuentros personales».
En una entrevista con el The New York Times, Larry David lo llamó «un libro fantástico, tan gracioso. Sientes que estás con él en la habitación ... Es simplemente un gran libro y es difícil de aceptar después de leer el libro que este tipo haya hecho algo incorrecto».